# Frank Sauerbrey
Frank Sauerbrey (ur. 1965) – niemiecki skoczek narciarski reprezentujący NRD. Najlepsze wyniki w Pucharze Świata osiągnął w sezonie 1984/1985, kiedy zajął 53. miejsce w klasyfikacji generalnej.
Największym sukcesem tego skoczka jest brązowy medal Mistrzostw Świata w Seefeld in Tirol wywalczony drużynowo.

## Puchar Świata w skokach narciarskich

### Miejsca w klasyfikacji generalnej
- sezon 1983/1984: -
- sezon 1984/1985: 53
- sezon 1985/1986: 56

## Mistrzostwa Świata
- Indywidualnie
  - 1985 Seefeld in Tirol (AUT) – 31. miejsce (normalna skocznia)
- Drużynowo
  - 1985 Seefeld in Tirol (AUT) – brązowy medal